# Szkovorogyino
Szkovorogyino (oroszul: Сковородино) város Oroszország ázsiai részén, az Amuri területen, a Szkovorogyinói járás székhelye. Népessége: 9564 fő (a 2010. évi népszámláláskor).

## Elhelyezkedése
Blagovescsenszk területi székhelytől 669 km-re északnyugatra, a Bolsoj Nyever (az Amur mellékfolyója) völgyében helyezkedik el. A város mellett vezet az „Amur” nevű R297-es főút (oroszul: ). A várostól néhány km-re (Nyevernél) csatlakozik hozzá az észak felé vezető A360 főút. 
Fontos vasúti csomópont a transzszibériai vasútvonalon. Ide fut be az északi Tindából kiinduló, a Bajkál–Amur-vasútvonalat a transzszibériaival összekötő szárnyvonal. Ugyancsak innen vezet délre, az Amur parti Dzsalinda faluig egy rövidebb vasútvonal végpontja Rejnovo állomás).

## Története
1907-ben vagy 1908-ban Zmeinij ('kígyós') néven  alapították. 1911-től neve Ruhlovo, 1927-ben lett város. 1938-ban a japán intervenciós csapatok által 1920-ban kivégzett helyi szovjet elnökéről, A. Ny. Szkovorogyinról nevezték el. 
A város gazdaságának alapja a vasútvonal és a vasúti csomópont kiszolgálása volt és maradt. 